# Apolonia, Apolonia
Apolonia, Apolonia é um documentário de 2022 dirigido por Lea Glob. O filme é a história da maioridade de uma menina, que encontra seu lugar no mundo da arte, narrada ao longo de treze anos. O filme, produzido pela Danish Documentary Production, HBO Max Central Europe e Staron Film, ganhou o Prêmio IDFA de Melhor Filme no 35º Festival Internacional de Documentário de Amsterdã em competição internacional em novembro de 2022. Foi um dos quinze pré-indicados ao Oscar de melhor documentário de longa-metragem na edição de 2024.
Coprodução entre Dinamarca, Polônia e França, foi lançado nos cinemas dinamarqueses em 23 de março de 2023.

## Enredo
O filme acompanha a jornada de Apolonia Sokol, uma talentosa artista que nasceu em um teatro underground parisiense e cresceu em uma vibrante cena artística francesa com um grupo de boêmios e hippies na década de 1990. Ingressou na Beaux-Arts de Paris, aos 21 anos. Lea Glob, cineasta dinamarquesa, conheceu-a na França em 2009 e ficou intrigada com sua vida de aventuras. Lea continuou a filmar Apolonia ao longo dos anos, à medida que Apolonia tentava conquistar o seu espaço no mundo da arte e lidava com os desafios e prazeres de ser mulher, relacionar-se com os outros, aceitar o seu corpo e expressar a sua criatividade. Depois de treze anos, as duas mulheres ainda compartilham suas percepções sobre a vida uma da outra neste documentário sobre arte, amor, maternidade, sexualidade, representação e como prosperar como mulher em um mundo governado pelo patriarcado, pelo capitalismo e pela guerra sem perder sua identidade.

## Elenco
- Apolonia Sokol
- Lea Glob
- Oksana Shachko
- Aleksandra Tlolka
- Hervé Breuil

## Lançamento
O filme teve sua estreia mundial em 10 de novembro de 2022 no 35º Festival Internacional de Documentários de Amsterdã em competição internacional, onde ganhou o Prêmio IDFA de Melhor Filme. Foi exibido no Festival de Documentários de Thessaloniki na primeira semana de março de 2023. O filme competiu no 47º Festival Internacional de Cinema de Hong Kong na 'Competição de Documentários' e ganhou o Prêmio Firebird em abril de 2023. O o filme foi exibido no Festival de Cinema de Tribeca na seção Viewpoints para sua estreia na América do Norte em 8 de junho de 2023.

## Recepção
No site agregador de resenhas Rotten Tomatoes, o filme tem índice de aprovação de 100% com base em 7 resenhas com nota média de 7/10. No Metacritic, tem uma pontuação média ponderada de 76 em 100 com base em 4 avaliações, indicando "avaliações geralmente favoráveis".
Guy Lodge revisando no IDFA (Competição), para a Variety escreveu: "As pinturas de Sokol, retratos em grande escala ligeiramente distorcidos de seres humanos em estranhos estados de repouso, são impressionantes, mas nunca tão intrigantes quanto seu criador inquieto e incessantemente duvidoso." A crítica de Marta Bałaga no Cineuropa escreveu: "Glob não consegue tirar os olhos desta mulher, esteja ela comemorando, quebrando ou cortando a própria franja, e o sentimento é francamente contagiante." Lovia Gyarkye, do Hollywood Reporter, descreveu o filme como "Uma reflexão sincera sobre uma jornada artística intermitente". Gyarkye encerrando a crítica escreveu: "Apolonia não é mais apenas um sujeito, mas uma confidente, e ela puxou não apenas Glob, mas também nós, para sua órbita." Neil Young, escrevendo na Screen International, sentiu que o filme era "O retrato absorvente e íntimo de uma artista quando jovem ao longo do período transformador de 13 anos."